# コンチネンタルオープン
コンチネンタルオープン（英語: Continental Open）は柔道の国際大会。

## 概要
2009年のIJFワールド柔道ツアー導入に伴い、今まで世界各地で開催されていた国際大会から15前後の大会が「ワールドカップ」と言う名称で、グランドスラム大会、グランプリ大会に次ぐ位置付けの大会として、装いも新たに開催されることとなった。しかし、この大会は国際柔道連盟主催ではないのでIJFワールド柔道ツアーには含まれない。また、各大陸連盟が主催するため、より相応しい名称として2013年からコンチネンタルオープンという名称に変更となった。
ただし、個々の大会は各大陸名＋オープン＋開催都市名で称されることになる(例えばブルガリアのソフィアで開催されるなら、ヨーロッパオープン・ソフィアとなる)。
コソボ柔道連盟は2012年に国際柔道連盟への加盟を果たしたものの、ヨーロッパ柔道連盟への加盟には至っていなかったために、コソボ代表選手は大陸連盟主催である今大会には隣国のアルバニア、もしくは国際柔道連盟の名の下で出場していた。しかし2015年になってヨーロッパ柔道連盟への加盟も承認されて、コソボ代表として出場できるようになった。2017年6月のヨーロッパオープン・ブカレストからは、各国代表が各階級に無制限にエントリーすることが可能になった。なお、コンチネンタルオープンは全柔連の強化指定選手でなくても参加できる。
ヨーロッパ地域で開催される場合は、男女の大会は別々の国で開催されることもあるが、他の地域では同一国で開催される傾向にある。世界ランキングのポイント対象大会であるため、順位に応じてポイントが付与される。IJFワールド柔道ツアーの場合、エントリーの締め切りは大会の1週間前までだが、コンチネンタルオープンの場合は大会の2週間前までとなっている。なお、この大会には以下のような特徴がある。IJF会長のマリウス・ビゼールは、今大会を有力なクラブチームに属する選手向けレベルの大会であるとの考えを示した。
- 主催国のみならず参加各国は各階級最大4名まで選手を出場させることが出来る。2017年以降、そのような制限は取り払われた。

- 出場選手のうち世界ランキングの上位8名はシードされる。

- 準々決勝で敗れた選手は敗者復活戦に回れるが、それ以前に敗れた選手はその時点で試合終了となる。

- グランドスラムやグランプリとは異なり、出場して1試合以上勝利した選手は全員ポイントが付与される(グランドスラムやグランプリは主催国のみ4名出場が可能で、そのうちの上位に位置した2名までしかポイントを付与されない)。

- メダルを獲得しても基本的に賞金は授与されない(但し、ワールドカップ・アルマトイのように主催国の連盟の裁量によって賞金が授与される場合もあった[12])。

- ワールドカップ・サンパウロやワールドカップ・ウランバートルなど一部の大会はIppon.TVで放映されていた。ヨーロッパで開催されるコンチネンタルオープンの試合の模様はIppon.TVでなく、ヨーロッパ柔道連盟(EJU)のサイトでライブ中継される[8]。

## 獲得ポイント
| 順位      | ポイント |
| --------- | -------- |
| 優勝      | 100      |
| 2位       | 70       |
| 3位タイ   | 50       |
| 5位タイ   | 36       |
| 7位タイ   | 26       |
| ベスト16  | 16       |
| ベスト32  | 12       |
| 1試合勝利 | 10       |

## 優勝者の年齢
| Category         | 男子                                                                                    | 女子                                                                                |
| ---------------- | --------------------------------------------------------------------------------------- | ----------------------------------------------------------------------------------- |
| 最年少優勝       | - 蔡明諺 : 17歳243日（2013年アジアオープン・台北60kg級）                                | - イ・ヒョンジ : 15歳247日（2023年オセアニアオープン・パース78kg超級）              |
| 最年少メダリスト | - ロニー・ブランコ : 15歳34日（2010年ワールドカップ・マルガリータ島60kg級2位）          | - ジョバンナ・プラド : 15歳233日（2016年パンナムオープン・サンサルバドル48kg級3位） |
| 最年長優勝       | - アレクサンドル・ミハイリン : 38歳170日（2018年ヨーロッパオープン・ソフィア100kg超級） | - イルス・ヘイレン : 38歳357日（2016年アフリカオープン・カサブランカ52kg級）        |
| 最年長メダリスト | - ガビン・ケリー : 44歳315日（2012年ワールドカップ・アピア100kg超級3位）                | - カテリーヌ・アーラブ : 47歳286日（2018年オセアニアオープン・パース70kg級2位）     |

(出典JudoInside.com)